# Dia Internacional contra Testes Nucleares
O Dia Internacional contra Testes Nucleares é um dia comemorado em 29 de agosto desde 2010, oficialmente instituído em 2009 pela Assembleia Geral das Nações Unidas.

## Proclamação
O Dia Internacional contra Testes Nucleares foi proclamado em 2 de dezembro de 2009, pela Assembleia Geral das Nações Unidas, proposta pela República do Cazaquistão. Seu objetivo é enfatizar a necessidade de pôr fim aos testes nucleares devido aos seus efeitos devastadores sobre a vida humana e o meio ambiente.

## Celebração
Esse dia é celebrado em 29 de agosto. A data foi escolhida para comemorar o fechamento do polígono de testes nucleares de Semipalatinsk em 1991, no Cazaquistão. A primeira comemoração ocorreu em 2010. Desde então, várias atividades foram organizadas em todo o mundo, incluindo simpósios, conferências, exposições, concursos, publicações, programas de televisão e rádio.
Em outubro de 2013, a Assembleia Geral das Nações Unidas declarou o dia 26 de setembro como o Dia Internacional para a Eliminação Total das Armas Nucleares. Essa iniciativa busca incentivar os esforços internacionais para eliminar as armas nucleares. A primeira comemoração desse dia foi em 2014 e contribuiu para criar um ambiente favorável para um mundo sem armas nucleares.
Apesar dos esforços, o Tratado de Interdição Completa de Ensaios Nucleares (CTBT), adotado em 1996, ainda não entrou em vigor. O Secretário-Geral da ONU, em seu programa de desarmamento “Garantindo nosso futuro comum”, lançado em maio de 2018, enfatizou a importância desse tratado para conter a corrida armamentista nuclear e garantir sua conformidade ao nível internacional.